# سیکلید زندانی
تیلاپیای گورخری، سیکلید گورخری، سیکلید زندانی (نام علمی: Heterotilapia buttikoferi)، که گاهی به نام ماهی ملوان نیز شناخته می‌شود، گونه ای از خانواده سیکلید در غرب آفریقا است.

## ویژگی‌ها
تیلاپیای گورخری یک سیکلید بزرگ است که می‌تواند تا ۳۰٫۸ سانتیمتر (۱۲٫۱ اینچ) رشد کند. رنگ بدن معمولاً زرد یا سفید با نوارهای مشکی است که می‌تواند از بسیار روشن تا نزدیک سیاه تغییر کند. نوارهای سیاه عمودی معمولاً پهن‌تر نوارهای روشن هستند. این خطوط عمودی با افزایش سن محو می‌شوند.

## پراکندگی و زیستگاه
این ماهی آب شیرین، بومی رودخانه‌های بزرگ در مناطق گرمسیری غرب آفریقا از گینه بیسائو تا لیبریا است. در چند دهه گذشته آنها را در چندین نقطه دیگر جهان برای تجارت اهداف آکواریوم یا به منظور تولید گوشت و غذا معرفی و تکثیر کرده‌اند.
تیلاپیای گورخری یک گونه بیگانه در تایلند است که برای استفاده به عنوان ماهی آکواریومی معرفی شده‌است.

## ریشه نام‌گذاری
نام علمی این گونه به افتخار، جانورشناس سوئیسی، یوهان بتیکوفر (۱۸۵۰–۱۹۲۷)، معرف این گونه را نام‌گذاری شده‌است.